# Una voce tra due fuochi
Una voce tra due fuochi è un album di Pierangelo Bertoli pubblicato nel 1995.
Si tratta di una raccolta di brani contenuti nei suoi album precedenti, in gran parte reinterpretati dall'autore, tra i quali Pescatore in versione esclusivamente maschile, interpretata dal solo Bertoli. Le prime due tracce sono inedite: Dimmi e Non ti sveglierò.

## Tracce
1. Dimmi (inedito) – 4:35
2. Non ti sveglierò (inedito) – 3:00
3. Eppure soffia – 2:41
4. A muso duro – 4:46
5. Pescatore (versione solo maschile) – 3:59
6. Il centro del fiume – 4:51
7. Per te – 2:34
8. Cent'anni di meno – 3:56
9. I miei pensieri sono tutti lì – 4:57
10. Certi momenti – 4:15
11. Caccia alla volpe – 5:19
12. Non finirà – 2:57
13. Rosso colore – 6:29
14. Per dirti ti amo – 3:23
15. Chiama piano (feat. Fabio Concato) – 4:38
16. Spunta la Luna dal monte (feat. Tazenda) – 3:58
17. Italia d'oro – 4:22

Durata totale: 70:40

## Formazione
- Pierangelo Bertoli - voce
- Franco Cristaldi - basso
- Pierluigi Calderoni - batteria
- Stefano Cisotto - pianoforte, Fender Rhodes, organo Hammond
- Gabriele Monti - chitarra
- Sandro D'Antonio - basso
- Giorgio Buttazzo - chitarra, cori
- Lucio Fabbri - viola, violino, tastiera, percussioni, chitarra classica, mandolino, banjo
- Massimo Luca - chitarra
- Paolo Costa - basso
- Gavin Harrison - batteria
- Ale Cercato - basso
- Lele Melotti - batteria
- Aco Bocina - mandolino
- Flavio Premoli - fisarmonica
- Alessandro Simonetto - viola, violino
- Fabio Treves - armonica
- Giancarlo Parisi - zampogna, friscaiettu
- Marco Dieci - armonica
- Feiez - sassofono tenore, percussioni, cori
- Paola Folli, Lalla Francia, Barbara Boffelli, Grazia Di Michele, Luciana Buttazzo - cori